# Graciele Herrmann
Graciele Herrmann Amaral (Pelotas, 1 de janeiro de 1992) é uma nadadora brasileira e fisioterapeuta, graduada pelo Centro Universitário Metodista – IPA.

## Trajetória esportiva
Começou a nadar aos 12 anos; caçula de uma família de muitos primos, pedia que a ensinassem a nadar mas, diante do insucesso do pedido, a mãe a matriculou na escola de natação. Começou no Clube Brilhante, em Pelotas e, aos 15 anos, foi para o Grêmio Náutico União, onde começou a participar de competições nacionais e internacionais.
Integrou a delegação nacional que disputou os Jogos Pan-Americanos de 2011 em Guadalajara, no México, e, com apenas 19 anos de idade, surpreendeu ao conquistar a medalha de prata nos 50 metros livre e no revezamento feminino nos 4x100 metros livre.
Foi aos Jogos Olímpicos de Verão de 2012 em Londres, e nadou a prova dos 50 metros livres, terminando a oitava bateria das preliminares na sétima colocação, com o tempo de 25s44, ficando em 22ª na classificação geral.
No Campeonato Mundial de Esportes Aquáticos de 2013 em Barcelona, Graciele quebrou o recorde sul-americano na prova dos 4x100 metros livre, com o tempo de 3m41s05, junto com Larissa Oliveira, Daynara de Paula e Alessandra Marchioro, e o time brasileiro terminou em 11º lugar. Ela também terminou em 18º lugar nos 50 metros livres.
Nos Jogos Sul-Americanos de 2014 em Santiago, no Chile, ganhou duas medalhas de ouro, nos 50 metros e 4x100 metros livre, quebrando o recorde da competição em ambas as provas, e uma medalha de prata nos 100 metros livre.
No Troféu Maria Lenk 2014, em São Paulo, Herrmann igualou o recorde sul-\mericano dos 50 metros livre, com o tempo de 24s76, abrindo o revezamento 4x50 metros livre de seu clube.
No Campeonato Pan-Pacífico de Natação de 2014, em Gold Coast, na Austrália, terminou em quinto lugar no revezamento 4x100 metros livre, junto com Etiene Medeiros, Daynara de Paula e Alessandra Marchioro; quinto no revezamento 4x100 metros medley, junto com Etiene Medeiros, Ana Carla Carvalho e Daynara de Paula; quinto lugar nos 50 metros livre; e 11º lugar nos 100 metros livre.
Nos Jogos Pan-Americanos de 2015 em Toronto, no Canadá, Graciele obteve uma medalha de bronze no revezamento 4x100 metros livre, quebrando o recorde sul-americano, com o tempo de 3m37s39, junto com Larissa Oliveira, Etiene Medeiros e Daynara de Paula. Ela também terminou em 6º lugar nos 100m livres, e 7º lugar nos 50m livres.
No Campeonato Mundial de Esportes Aquáticos de 2015, ela terminou em 11º nos 4x100m livres, junto com Daynara de Paula, Larissa Oliveira e Etiene Medeiros; 21º nos 50 metros livre; e 34º nos 100 metros livre.
Participou dos Jogos Olímpicos de Verão de 2016 no Rio de Janeiro; nadou os 50 metro livres no tempo de 25s60, ficando em 40º lugar.